# Morgan Library & Museum
Morgan Library & Museum (česky: Morganova knihovna & muzeum), původně Pierpont Morgan Library (česky: Knihovna Pierponta Morgana), je muzeum a výzkumná knihovna v sousedství Murray Hill na Manhattanu v New Yorku. Nachází se na adrese Madison Avenue 225, mezi 36th Street na jihu a 37th Street na severu. Hlavní budovu navrhl Charles McKim z firmy McKim, Mead and White. Přístavbu navrhl Benjamin Wistar Morris. Součástí areálu je také italský dům z hnědého kamene z 19. století na Madison Avenue 231, který postavil Isaac Newton Phelps. Muzeum a knihovna také zahrnuje prosklenou vstupní budovu navrženou Renzem Pianem a firmou Beyer Blinder Belle.
Morgan Library byla založena v roce 1906. Hlavní budova byla postavena v letech 1902 až 1906 za 1,2 milionu USD. Knihovna byla v souladu s poslední vůlí v roce 1924 přeměněna synem J. P. Morgana Johnem Pierpontem Morganem mladším ve veřejnou instituci a v roce 1928 byla postavena přístavba. Skleněná vstupní budova byla přistavena při rekonstrukci v roce 2006.
Morgan Library and Museum obsahuje sbírku iluminovaných rukopisů, včetně těch z Křižácké bible. Sbírka rukopisů obsahuje také původní rukopisy autorů a také sbírku hudebních rukopisů, která je co do velikosti druhou největší za Knihovnou Kongresu. Knihovna obsahuje velkou sbírku inkunábulí, tisků a kreseb evropských umělců. Sbírka také obsahuje některé obrazy starých mistrů.

## Sbírka
Sbírka Morgan Library & Museum obsahovala k počátku 21. století více než 350 000 předmětů.

### Rukopisy

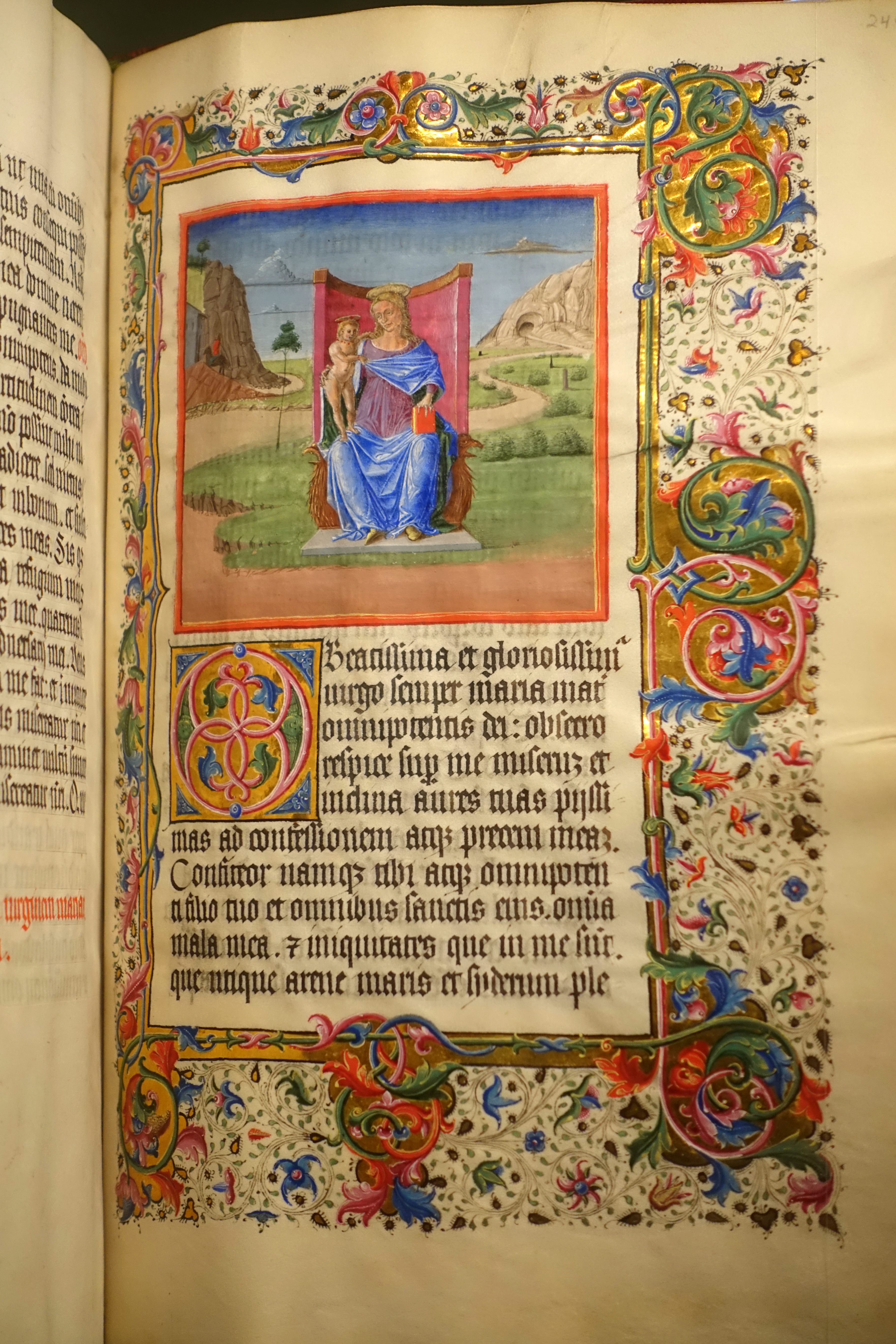
Jeden z iluminovaných rukopsiů

Sbírka Morgan Library & Museum obsahuje sbírku iluminovaných rukopisů, které pocházejí z 6. až 16. století. Již v roce 1923 čítala sbírka 560 iluminovaných rukopisů. Do 21. století se rozrostla na více než 1 100 kusů. Mezi ty nejslavnější rukopisy patří například Křižácká bible. Ve sbírce je také kopie dopisu napsaného Andreou Corsalim z Indie v roce 1516; tento dopis, jeden z pěti existujících, obsahuje první popis Jižního kříže.
Sbírka rukopisů obsahuje také původní rukopisy několika autorů, včetně některých od sira Waltera Scotta a Honoré de Balzac. Mezi jedny z prvních přírůstků do sbírky patřil zápisník Percyho Bysshe Shelleyho; Vánoční koleda od Charlese Dickense; originální dopisy Napoleona Bonaparte a Horace Walpolea; a originální kresby pro Kroniku Pickwickova klubu and Knihu Jób. Sbírka také obsahuje originály básní Roberta Burnse; sešity Nathaniela Hawthorna; konečný koncept Příběhu z Rozeklaných hor od Edgara Allana Poea; jednu z vůbec prvních povídek Ernesta Hemingwaye a deník Henryho Davida Thoreaua. Jsou zde také spisy od Émila Zoly, Victora Huga, Marie Antoinetty, George Sandové, Alexandra Dumase a Thomase Moora a také rukopisy devíti románů sira Waltera Scotta, včetně Ivanhoe. Dalším dokumentem ve sbírce je jeden z asi dvou tuctů originálních tisků Deklarace nezávislosti Spojených států amerických a také dopisy pocházející z dávných babylonských časů.
Sbírka hudebních rukopisů je co do velikosti druhá za tou Knihovny Kongresu. Jsou zde podepsaná a komentovaná libreta a partitury od Beethovena, Brahmse, Chopina, Mahlera a Verdiho a Mozartova Haffnerova symfonie D dur. Sbírka obsahuje také útržky papíru, na které si Bob Dylan poznamenal „Blowin' in the Wind“ a „It Ain't Me Babe“. Obsahuje také jednu z nejdůležitějších sbírek rukopisů Gilberta a Sullivana a souvisejících artefaktů.

### Knihy a tisky

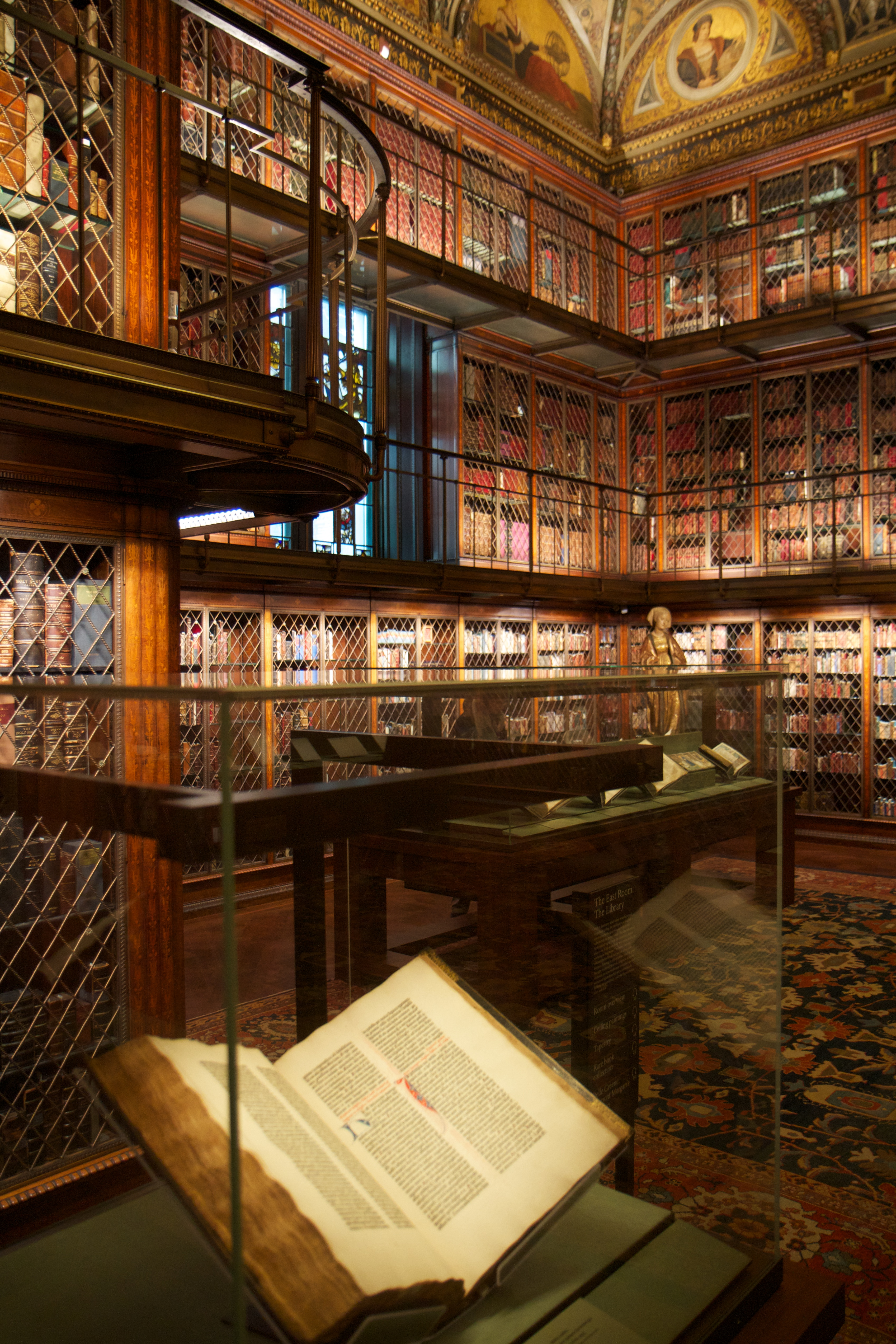
Gutenbergova bible vystavená v Morgan Library

Morgan obsahuje velkou sbírku inkunábulí, tisků a kreseb evropských umělců, jmenovitě Leonarda, Michelangela, Raffaela, Rembrandta, Rubense, Gainsborougha, Dürera a Picassa. Sbírka obsahuje rané tištěné Bible a další náboženská díla, včetně tří Gutenbergových biblí, jedné ze šesti originálních kopií první italské bible, vzácné kopie Mohučského žaltáře, a Zlatých evangelií Jindřicha III.
Morgan také obsahuje materiál ze starověkého Egypta a středověké liturgické předměty (včetně příkladů koptské literatury); originální kresby Williama Blakea pro jeho vydání Knihy Jób; a koncepční kresby pro Malého prince od Antoina de Saint-Exupéryho. Morgan má jednu z největších světových sbírek starověkých blízkovýchodních pečetních válečků, malých kamenných válečků s jemně vyrytými obrázky, které lze válením přenést do hlíny.

### Umělecká díla
Sbírka obsahuje několik obrazů starých mistrů, ačkoli umělecká díla nikdy nebyla jejím zaměřením. Jsou zde díla Hanse Memlinga, Perugina a Cima da Conegliano. Některá díla byla v průběhu let rozprodána. Například Morgan v roce 1938 prodal Heinrichu Thyssenovi mistrovské dílo Domenica Ghirlandaia Portrét Giovanny Tornabuoni. Mezi další významné umělce zastoupené ve sbírce patří Jean de Brunhoff, Paul Cézanne, Vincent van Gogh, John Leech, Gaston Phoebus, Rembrandt van Rijn a John Ruskin.
Kromě obrazů obsahuje Morganova sbírka kresby, včetně osmi Rembrandtových leptů a 54 kreseb tužkou, akvarelem a štětcem od Eugèna Delacroixe. Historicky byly také vystavovány předměty zapůjčené, včetně bronzového anděla, který byl prodán do Frick Collection poté, co Jack Morgan v roce 1945 zemřel.

### Jiné objekty
Než J. P. Morgan zemřel, získal pro knihovnu řadu neliterárních předmětů, jako je perský koberec a janovské a čínské vázy. The Washington Post v roce 1914 uvedl, že sbírky obsahovaly „tapisérie, bronzové a stříbrné předměty, řecké starožitnosti, miniatury zdobené drahokamy, porcelán, starověké šperky a nádherné knihy a rukopisy“. Knihovna v roce 1950 rozprodala další části své sbírky, včetně renesančních bronzových medailí.

## Architektura

### Hlavní budova
Hlavní budova (také známá jako McKimova budova), postavená v letech 1902 až 1906, byla navržena ve stylu klasického obrození Charlesem Follenem McKimem z McKim, Mead & White.

## Řízení
Rozsah sbírky byl řízen Bellou da Costa Greeneovou, osobní knihovnicí J. P. Morgana. Když se Pierpont Morgan Library stala veřejnou institucí, působila jako první ředitelka knihovny až do svého odchodu do důchodu v roce 1948. Druhý ředitel knihovny, Frederick Baldwin Adams mladší, v knihovně působil až do roku 1969, kdy ho vystřídal Charles Ryskamp. Ryskamp, třetí ředitel, odstoupil v roce 1987 a byl nahrazen Charlesem Eliotem Piercem mladším. Pierce sloužil jako čtvrtý ředitel Pierpont Morgan Library až do roku 2008, kdy oznámil svůj záměr odejít do důchodu. Pátý ředitel knihovny, William M. Griswold, působil v letech 2008 až 2015, během nichž dohlížel na růst jejích sbírek, výstavních programů a kurátorských oddělení. V roce 2015 byl šestým ředitelem knihovny jmenován Colin Bailey.
Prvním kurátorem kreseb a tisků v Morgan Library byl v roce 1945 jmenován Felice Stampfle.